# Frédéric Ier de Brandebourg
Pour les articles homonymes, voir Frédéric Ier.
Frédéric Ier, né le 21 septembre 1371 à Nuremberg et mort le 20 septembre 1440 à Cadolzburg, est prince de la maison de Hohenzollern, la noble famille des burgraves de Nuremberg. Après la mort de son père le burgrave Frédéric V et la répartition de son héritage en 1398, il est prince d'Ansbach, plus tard, à la suite du décès de son frère aîné Jean III en 1420, également prince de Kulmbach. En 1415, il est le premier des Hohenzollern qui est inféodé avec la marche de Brandebourg liée à la dignité électorale et d'archichambellan de l'Empire.

## Biographie
Frédéric est le deuxième fils du burgrave Frédéric V de Nuremberg (1333–1398) et de son épouse Élisabeth (1329–1375), fille du margrave Frédéric II de Misnie de la maison de Wettin. Son père, un allié fidèle de l'empereur Charles IV, est honoré du titre héréditaire de prince d'Empire en 1363. Il abdique en 1397, laissant le règne sur le burgraviat de Nuremberg à ses fils en mains communs.
Vers 1385, déjà, Frédéric entre au service de son beau-frère le duc Albert III d'Autriche, l'époux de sa sœur Béatrice. Dix ans après, il combat aux côtés de Sigismond de Luxembourg, roi de Hongrie, lors d’une croisade contre les forces ottomanes. L'armée chrétienne subit une défaite écrasante à la bataille de Nicopolis le 28 septembre 1396. Le roi lui-même échappe de son arrestation avec l'aide de Frédéric et son frère aîné Jean III, le mari de sa sœur Marguerite. 
À la mort de leur père en 1398, ses possessions sont divisées entre Frédéric et Jean : ce dernier reçoit Kulmbach, tandis que Frédéric conserve Ansbach. Tout au début, les frères régnèrent conjointement en tant que burgraves de Nuremberg.
En 1400, il tente une négociation avec le roi Sigismond et Robert III du Palatinat, néanmoins, en septembre 1399, il prend le parti de Robert III du Palatinat. Le 20 septembre 1410, comme représentant du Brandebourg, Frédéric participe à l'élection de Sigismond comme empereur. Avec une grande rigueur, Frédéric lutte contre la révolte des nobles de Brandebourg (tout particulièrement la famille de Quitzow), il parvient à rétablir la paix.
Au concile de Constance, le 30 avril 1415, Sigismond élève Frédéric aux titres de margrave et de prince-électeur de Brandebourg. Le 18 avril 1417, l'empereur accorde officiellement le titre de margrave à Frédéric.
Frédéric ne partageant pas avec Sigismond  l'idée d'une répression contre les Hussites, les relations entre les deux hommes deviennent plus froides. Frédéric se retire dans son château à Cadolzburg en 1425, transférant le margraviat de Brandebourg à son fils Jean « l'Alchimiste », tout en conservant le titre électoral pour lui-même. Après 1427, il organise la lutte contre les Hussites.
Frédéric Ier de Brandebourg est membre de la Société de la perruche, union d’ennemis de Louis VII de Bavière, duc de Bavière-Ingolstadt, et de la Ligue de Constance qui lui succède lors du concile de Constance.

## Mariage et descendance

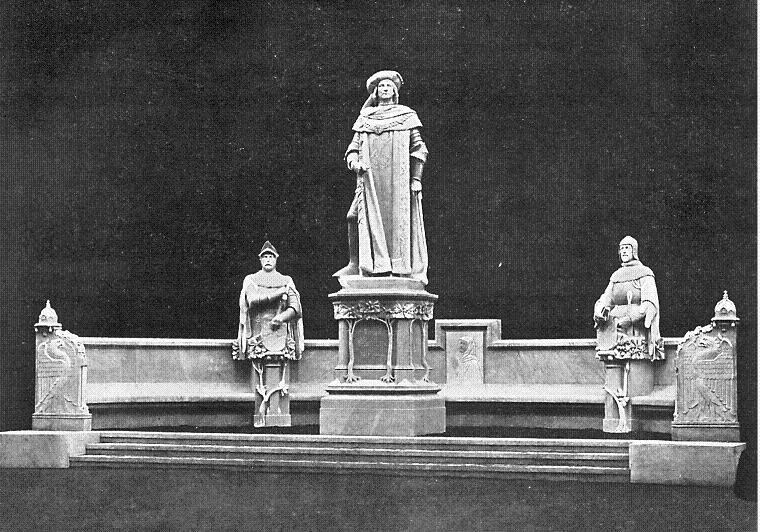
Monument à Frédéric Ier dans l'allée de la Victoire à Berlin (aujourd'hui disparue), sculpté par Ludwig Manzel.

En 1401, Frédéric Ier épouse Élisabeth (1383-1442), fille du duc Frédéric de Bavière et de sa seconde épouse Maddalena Visconti. Dix enfants sont nés de cette union :
- Élisabeth (1403 – 31 octobre 1449), épouse en 1418 le duc Louis II de Brzeg, puis en 1439 le duc Venceslas Ier de Cieszyn;
- Cécile (vers 1405 – 4 janvier 1449), épouse en 1423 le duc Guillaume Ier de Brunswick-Wolfenbüttel ;
- Jean « l'Alchimiste » (1406 – 16 novembre 1464), margrave de Brandebourg-Kulmbach ;
- Marguerite (1410 – 27 juillet 1465), épouse en 1423 le duc Albert V de Mecklembourg, puis en 1441 le duc Louis VIII de Bavière-Ingolstadt ;
- Madeleine (vers 1412 – 27 octobre 1454), épouse en 1430 le duc Frédéric II de Brunswick-Lunebourg ;
- Frédéric II (19 novembre 1413 – 10 février 1471), électeur de Brandebourg ;
- Albert Achille (9 novembre 1414 – 11 mars 1486), électeur de Brandebourg ;
- Sophie (1417-1417) ;
- Dorothée (9 février 1420 – 19 janvier 1491), épouse en 1432 le duc Henri IV de Mecklembourg ;
- Frédéric (de) (vers 1424 – 6 octobre 1463), margrave de Brandebourg et seigneur d'Altmark.